# Араухо, Лойпа
Лойпа Ара́ухо (исп. Loipa Araújo; 27 мая 1941, Гавана, Куба) — кубинская артистка балета, балетмейстер и педагог балета. Наряду с Авророй Бош, Хосефиной Мендес и Миртой Пла считается одной из самых выдающихся кубинских балерин, одной из «четырёх бриллиантов кубинского балета» Прозвище — «кубинская муза Марселя». Президент Ассоциации театральных деятелей Национального союза писателей и артистов Кубы.

## Биография
Родилась в семье врача-психиатра.
Училась танцу в Кубинской национальной школе балета (исп. Escuela Nacional de Ballet) и школе при труппе Балет Алисии Алонсо (с 1959 года — Национальный балет Кубы (исп. Ballet Nacional de Cuba), в которой дебютировала в 1956 году.
В 1966 году стала ведущей солисткой этой труппы.
В 1974—1977 годах была примой труппы Марсельского национального балета под руководством Ролана Пети (став его музой).
В 1978 году вернулась в труппу Национального балета Кубы. С Национальным балетом Кубы неоднократно гастролировала в Москве.
Сотрудничала с балетной труппой Парижской национальной оперы, Королевским балетом Ковент-Гарден, балетной труппой театра Колон (Буэнос-Айрес), балетной труппой Большого Театра, Датским королевским балетом, балетной труппой Римского оперного театра и миланского Ла Скала и неапольского Сан-Карло, Национальным балетом Марселя, Балетом Бежара в Лозанне, балетной труппой оперного театра Авиньона, Вашингтонским балетом и другими балетными труппами.
Ещё не закончив свою исполнительскую карьеру, стала балетмейстером-репетитором Национального балета Кубы.
В 1987 году — ассистент профессора факультета танца Кубинского высшего института искусств.
В 1996 году — приглашенный профессор на международных курсах танца, организованных при кафедре танца Алисии Алонсо в Университете Мадрида, Universidad Complutense de Madrid.
Неоднократно принимала участие в работе жюри международных балетных конкурсов, в том числе Парижского, конкурса в Джексоне (США), в Москве, Шанхае.
В 2000 году была членом жюри международной программы «Benоis de la danse» (под патронатом ЮНЕСКО).

## Творчество
Исполняла главные партии в классических балетах («Лебединое озеро» и «Спящая красавица» П. Чайковского, «Жизель» А. Адана), заглавную партию в «Кармен-сюите» Ж. Бизе — Р. Щедрина, Виветты («Арлезианка» Ж. Бизе, Эсмеральда («Собор Парижской богоматери» М. Жарра, главная партия в балете «Просветлённая ночь» на музыку А. Шёнберга, а также главные партии в балетах национального репертуара — «Сесилии Вальдес» на музыку Г. Ройга, «Сиесте» на музыку Э. Лекуоны и других.